# Alucita kosterini
Alucita kosterini (лат.) — вид чешуекрылых из семейства веерокрылок (Alucitidae). Вид назван в честь российского одонатолога О. Э. Костерина. Обитают на высокогорьях Зеравшанского хребта в Таджикистане. Размах крыльев 13—14 мм. Окраска тела преимущественно серый. Щупики длинные, их длина превышает диаметр граза в 2,5—3 раза. Антенны светло-коричневые. Взрослых особей наблюдали в мае, когда на ближайших озёрах был лед, а вегетация еще не началась.